# المطراق (بكيل المير)

تعديل مصدري - تعديل

المطراق هي إحدى قرى عزلة عزمان بمديرية بكيل المير التابعة لمحافظة حجة، بلغ تعداد سكانها 409 نسمة حسب تعداد اليمن لعام 2004.